# 台城街道
台城街道
，是中华人民共和国广东省江门市台山市下辖的一个乡镇级行政单位，舊稱與雅稱為(新)寧城，是台山市政府所在地，乃台山之政治、經濟、文化、教育、商業中心。
台山市名在转换成繁体字时常被误写成“臺山市”，同樣在很多情況下，台城連帶著也被誤寫成“臺城”，这是不正确的。台山市名源自其主山三台山，古代用“三台”比“三公”（古代最高官位），所以旧时常用“台”来作为对别人的尊称。而“臺”意为土筑的高坛，亦表示古代的官署名。两者含义大不相同。

## 概況
台城街道，隶属于广东省江门市台山市，位于台山市北部，东与四九镇毗邻，西与白沙镇接壤，南与三合镇、冲蒌镇相连，北与水步镇相接。为台山市政府驻地，是台山市政治、经济、文化中心。行政区域面积156.7平方千米。截至2020年末，台城街道常住人口312363人。2022年6月26日，台城街道增設侨光社区、幸福社区、金星社区。現時台城街道共下辖14个社区、26个行政村。

## 建制沿革
明弘治十二年（1499年），伴隨著台山立縣（當時名為新寧縣），台城建立，稱為新寧城、簡稱寧城。在立縣之前，此地稱為上坑蓢。
宁城立城后，人口增长迅速，城池外之地域在逐渐扩大。嘉靖十年(1531年)，广东兵备莫相招降了一批“余寇”即“贼众”，便在西门外建“归化坊（雅稱桂花坊）”，“命居于此”，位於如今的台城台西路步行街一帶。
清康熙二十五年(1686年)，在寧城西門之外，台城河畔之今南塘路、通济路、光兴路、西岩路、三台路一带，兴建西门圩。
清末同治光緒年間，台城已成為新寧城之別稱，得名於縣城之北的三台山。
光绪八年(1882年)，再於西門圩之北，即今北盛街、中和街、南昌街、东华路、西荣街一带建立了西宁市，其名與青海省西寧市無關。
中華民國三年（1914年），新寧縣因與湖南、四川、廣西下轄之縣份重名，經由中華民國內政部批准更名台山縣，新寧城也正式改名為台山城，簡稱台城。
中華民國二十七年(1938年)，改称县城镇。中華民國三十四年(1945年)，複称台城镇。
中华人民共和国建立后，袭称台城镇。1958年11月，成立台城人民公社。1984年3月，恢复镇建制。2001年9月，附城鎮併入台城鎮，台城镇人民政府驻地从县前路迁往富城大道3号原附城镇人民政府驻地。2006年8月，撤镇，设立台城街道。

## 簡史及掌故
台城自立縣以來便是台山的首善之地，歷史文化底蘊深厚。鴉片戰爭以來，中國步入近代化，台山得益於數量龐大的海外僑胞而得到迅速發展。1908年1月6日，中國第二条商办铁路新寧鐵路第一期工程（公益-斗山段）通車，這是一條完全由华人自己集资、施工、管理的鐵路，是中國鐵路史上的一大里程碑。新寧鐵路之總站及總部設於今台山商業城及新豐源大酒店一帶。

### 城市建設
鐵路的開通、僑匯的大量流入、孫中山特許台山自治以及劉栽甫擔任台山縣長，促使台山步入快速發展時期。1922年至1929年，台城的城市建設進入一大高潮，拆除城牆以及平房，開闢與鋪設現代化寬敞的馬路，建造兩到四層高、中西合璧式的騎樓建築以及新式市場，建設公園，設立圖書館、博物館。與此同時，大量僑胞在台城辦設學校，通常將祠堂與學校放在一起，這些建築高大寬敞、美侖美奐，兼具美觀與實用。
在大改造之後，台山城、西寧市和西門圩連成一片，成為一個有機的整體，比舊城區的面積增大一倍多，但三地的功能有別：台山城是政務區、文化區及住宅區；西寧市是經濟、商務、金融和交通中心；西門圩則為商業區。城市面貌煥然一新，共計三十多條總長度超過18公里的騎樓街成為台城的交通骨幹道，騎樓外立面樣式五花八門，擁有哥特式、文藝復興式、希臘式、巴洛克式、洛可可式、意大利式、伊斯蘭式、南洋式、中國傳統簷廊式等等十多種樣式，放眼世界各地亦實屬罕見，使得台城被譽稱為“西方建築藝術博物館”。台城的城市建設及面貌在全國縣市中實屬佼佼者，「小廣州」之美譽實至名歸。

## 行政区划
台城街道下辖以下地区：
富城社区、东云社区、环南社区、南塘社区、新桥社区、园田社区、上朗社区、合新社区、桥湖社区、仓下社区、沙坑村、北坑村、东坑村、板岗村、河北村、南坑村、石花村、安步村、大亨村、长岭村、香雁湖村、廛溪村、横湖村、礼边村、筋坑村、泡步村、水南村、朱洞村、平岗村、岭背村、罗洞村、淡村、元山村、白水村、桂水村和三社村、侨光社区、幸福社区、金星社区。